# Richard Williamson
Richard Nelson Williamson (Londres, 8 de março de 1940 – Londres, 29 de janeiro de 2025) foi um bispo inglês, excomungado, que se opôs a certas reformas da Igreja Católica instauradas pelo Concílio Vaticano II. Williamson foi condenado em tribunais alemães por negar o Holocausto e incitação relacionada a esses pontos de vista. 
Diplomado na Universidade de Cambridge e  convertido do anglicanismo, entra no Seminário Internacional da Fraternidade Sacerdotal São Pio X, em Écône. Em 1976 é ordenado sacerdote e é sucessivamente professor no seminário, e subdiretor do seminário da FSSPX nos Estados Unidos. Em 30 de junho de 1988 é consagrado bispo por Monsenhor Marcel Lefebvre. É nomeado diretor do seminário da FSSPX nos Estados Unidos. Em 2003 é nomeado diretor do seminário na Argentina (La Reja).
Richard Williamson ficou conhecido por suas opiniões polêmicas. Nega os números de judeus mortos durante a Segunda Guerra Mundial. Ele exprimiu essas opiniões em várias ocasiões. Defende publicamente a veracidade dos "Protocolos dos Sábios de Sião", que os ataques de 11 de setembro de 2001 nos Estados Unidos foram perpetrados pelo próprio governo americano, e no mundialismo judaico-maçônico. Os seus pontos de vista sobre as mulheres espantam mesmo os sectores mais conservadores da Igreja Católica: "Uma mulher pode fazer uma boa imitação de manejo de ideias, mas então ela não estará a pensar devidamente como uma mulher".
Williamson falava fluentemente inglês, francês, alemão, latim e castelhano, e conhecia o português e o italiano.
Em outubro de 2012 foi expulso da Fraternidade Sacerdotal São Pio X por Bernard Fellay após uma crise interna provocada pela possibilidade de acordo entre os tradicionalistas da FSSPX e as autoridades da Igreja Católica Romana, resultando na criação da União Sacerdotal Marcel Lefebvre.[carece de fontes?]
Possivelmente rompeu com qualquer possibilidade de acordo com a FSSPX quando sagrou Jean-Michel Faure, em 19 de março de 2015, para ajudá-lo a administrar a União e sofrendo as mesmas punições e usando do mesmo argumento usado nas sagrações por  Marcel Lefebvre.[carece de fontes?]

## Controvérsias
Numa entrevista a uma rede de TV sueca em novembro de 2008 (exibida em 21 de janeiro de 2009), Richard Williamson expressou livremente o seu ponto de vista, relativamente à veracidade histórica do Holocausto: "Penso que duzentos ou trezentos mil judeus morreram nos campos de concentração nazis, mas nenhum deles em câmaras de gás."
A comunidade judaica inglesa moveu retaliações e foi iniciada uma série de protestos (como foi o da expulsão da Argentina, movida pelo Estado junto da comunidade judaica) e foi-lhe aberto um processo na Alemanha (onde todo o chamado revisionismo do Holocausto é punível com prisão de até 5 anos). Em 4 de fevereiro de 2009, promotores alemães anunciaram a abertura de uma investigação criminal ao bispo. Durante os anos que seguiram o tribunal alemão apenas o condenou a uma multa simbólica, mas Williamson sempre recorreu dizendo que um inocente não pode ser punido. Na verdade o tribunal, de julgamento em julgamento, tem vindo a baixar a multa até a fazer praticamente inexistente. O caso não está ainda encerrado, e tendo prescrito, Williamson reabriu-o.[carece de fontes?]O bispo Bernard Fellay, antigo superior da FSSPX, inicialmente disse que Williamson era responsável por seus próprios comentários e que o incidente não envolvia a FSSPX. O Distrito Superior da FSSPX na Suécia e na Alemanha se distanciaram por acusações dos grupos judaicos de anti-semitismo contra Williamson. O antigo Superior Geral da FSSPX, o Bispo Fellay proibiu o Bispo Williamson de se pronunciar publicamente sobre assuntos históricos e políticos. R.Williamson enviou um pedido de desculpas ao Papa Bento XVI pela forma como foi inoportuno em responder àquela pergunta lançada na entrevista no canal sueco, admitido a possibilidade de haverem talvez melhores fontes documentais.[carece de fontes?] Ainda em 2010, continua a negar o Holocausto: "O fato é que os 6 milhões de pessoas que foram supostamente gaseadas representam uma mentira enorme".
Em 2019, Richard Williamson perdeu o recurso em tribunal, e foi condenado por "incitamento ao ódio" pelos seus comentários na entrevista à rede de televisão sueca. Foi multado em mil e oitocentos euros. Richard Williamson argumentou que o seu direito à liberdade de expressão tinha sido violado, mas o Tribunal Europeu dos Direitos Humanos descreveu a sua sentença como "muito branda".

## Doença e morte
Em 25 de janeiro de 2025, foi relatado que Williamson estava no hospital e em "estado grave". Seus apoiadores relataram no X que Williamson havia sofrido uma hemorragia cerebral e recebido os últimos sacramentos no hospital. Ele morreu em 29 de janeiro, aos 84 anos.